# 弗罗维尔 (默尔特-摩泽尔省)
弗罗维尔（法語：Froville，法語發音：[fʁɔvil]）是法国默尔特-摩泽尔省的一个市镇，属于吕内维尔区。

## 地理
弗罗维尔（48°28'11"N, 6°21'14"E）面积5.89 平方千米，位于法国大東部大區默尔特-摩泽尔省，该省份为法国东北部内陆省份，是洛林的一部分，北邻比利时、卢森堡，北起顺时针与摩泽尔省、下莱茵省、孚日省和默兹省接壤。
与弗罗维尔接壤的市镇（或旧市镇、城区）包括：巴永、布雷蒙库尔、克莱约尔、安沃、艾涅维尔、维拉库尔、维尔库尔。

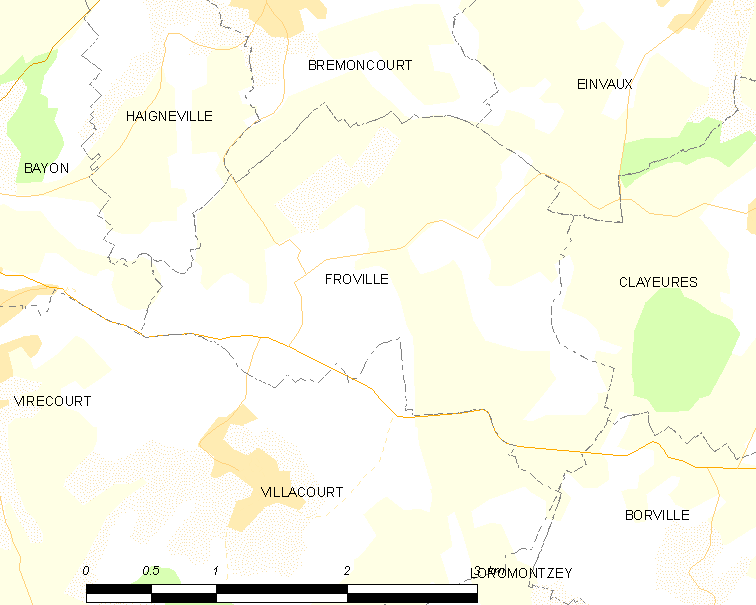
的OSM定位图

弗罗维尔的时区为UTC+01:00、UTC+02:00（夏令时）。

## 行政
弗罗维尔的邮政编码为54290，INSEE市镇编码为54216。

## 政治
弗罗维尔所属的省级选区为吕内维尔第二县。

## 人口

1962-2008年间人口变化图示

弗罗维尔于2022年1月1日时的人口数量为121人。